# رافائل ناد
رافائل ناد (انگلیسی: Raphaël Nadé؛ زادهٔ ۱۸ اکتبر ۱۹۸۰) بازیکن فوتبال اهل فرانسه است.
از باشگاه‌هایی که در آن بازی کرده‌است می‌توان به باشگاه فوتبال همپتون و ریچموند بورو، باشگاه فوتبال ووکینگ، باشگاه فوتبال ویموث، باشگاه فوتبال ولینگ یونایتد، باشگاه فوتبال ابسفلیت یونایتد، باشگاه فوتبال تروا، و باشگاه فوتبال کارلایل یونایتد اشاره کرد.